# آبشار رایخنباخ
آبشار رایخنباخ (انگلیسی: The Reichenbach Fall) (می‌تواند «فروپاشی در رایخنباخ» نیز معنا دهد (با توجه به داستان اصلی)؛ نام‌گذاری، الهام‌گرفته‌ای از روی داستان اصلی بوده و «آبشارهای رایخنباخ» (مکانی در سوئیس) که مکان مرگ شرلوک و موریارتی در داستان اصلی بوده با توجه به ژانر نئونویر فیلم، در قالب معمای تابلوی «آبشار رایخنباخ» خلاصه گردیده است.) سومین قسمت از فصل دوم مجموعه تلویزیونی شرلوک می‌باشد.